# 索布拉爾德蒙特阿格拉蘇
39°1′N 9°9′W / 39.017°N 9.150°W
索布拉爾德蒙特阿格拉蘇（葡萄牙語：Sobral de Monte Agraço），是葡萄牙的城鎮，位於該國中南部，由里斯本區負責管轄，始建於1519年，面積52.1平方公里，2011年人口10,156，人口密度每平方公里194.93人。